# Benpress

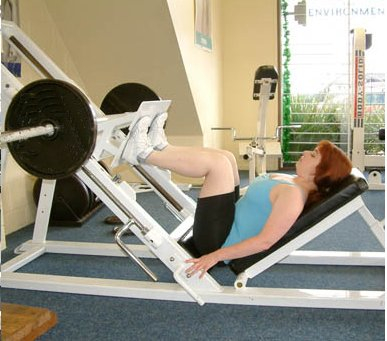

Benpress är en övning inom styrketräning. Denna övning fokuserar i första hand på quadriceps, lite längre ner aktiveras även gluteus maximus. Beroende på utförande blir även gracilis och erector spinae väl inblandade i form av synergister.
Benpress aktiverar främst fram- och insidan av benen.
- Vastus intermedius
- Vastus lateralis
- Vastus medialis
- Adductor brevis
- Adductor magnus
- Gluteus maximus
- Biceps Femoris (vid varianter)
- Adductor longus (vid varianter)